# 関根正裕
関根 正裕（せきね まさひろ、1957年5月18日 - ）は、日本の経営者。株式会社商工組合中央金庫社長。

## 経歴
東京都生まれ。開成高等学校を経て、早稲田大学政治経済学部経済学科を卒業。早大在学中には早稲田大学雄弁会に属していた。なお、岸田文雄（首相、自民党政調会長、元外相、沖縄･北方対策担当相）とは開成高校の同期で共に野球部に所属していた。早大を卒業後、1981年に第一勧業銀行へ入行する。1997年の総会屋利益供与事件後の立て直しや行内改革に関与し、「危機管理のプロ」と呼ばれる。江上剛による2005年の小説『座礁 巨大銀行が震えた日』の登場人物のモデルとなっている。
2007年に西武ホールディングスに入社し、鉄道やホテル事業の再建、堤義明による証券取引法違反後の改革に尽力した。プリンスホテル取締役上席執行役員、取締役常務執行役員（2010年6月より）を務める。2018年1月、前述の再建の手腕が評価され「立て直しにふさわしい人物」として、組織ぐるみで全店的に不正を起こした株式会社商工組合中央金庫の安達健祐の後任社長に就任の内定が閣議で了承され、発表された。